# 中華台北女子壘球代表隊
中華女壘隊是中華民國（台灣）的女子壘球國家代表隊。

## 最新組成選手名單（2008年夏季奧運）
總教練：張家興
教練：高俊盛、曾信彰
投手：林素華、闕明慧、吳佳燕、賴聖蓉
捕手：東昀錡、呂雪梅
內野手：羅曉婷、潘慈惠、許秀玲、溫麗秀、李秋靜
外野手：陳妙怡、黃慧雯、賴孟婷、江慧娟
後補選手5人：劉惠芳、羅尹莎、林佩君、邱安汝、鍾彗琳
培訓教練3人：張員章、畢鈞輝、黃信福

## 歷屆組成選手名單

### 2015年第4屆東亞盃女壘錦標賽
總教練：李金為
教練：楊慧君、潘慈惠
投手：陳筱雯(#6)、溫佳儀(#12)、吳珮璇(#23)、邱安汝(#26)
捕手：李思詩(#4)、陳詩婷(#11)
內野手：溫雅婷(#13)、潘竹瑜(#24)、楊依婷(#30)、林鳳珍(#5)、石靚蘋(#3)、陳禹璇(#17)、吳佳芳(#16)
外野手：賴孟婷(#8)、曾琪(#14)、陳曉梅(#21)、李于庭(#7)
訓練員：李毓玲、謝昀儒、莊佶達
陪練員：謝嘉文、李柔樺
內野手林佩君賽前傷退，由潘竹瑜補上。

## 歷屆奧運成績
- 1996年：第六名
- 2004年：第六名
- 2008年：第五名

## 歷屆亞運成績
- 2006年：銀牌[1]
- 2018年：銀牌

## 歷屆世界女子壘球錦標賽成績
- 2006年：B組第四名，未晉級複賽。

## 歷屆世界大學運動會成績
- 第二十四屆：銀牌[2]

## 外部連結
- 中華民國慢速壘球協會全球資訊網（页面存档备份，存于）
- 中華民國壘球協會